# Sant (Mongolie)
Pour les articles homonymes, voir Sant.
Sant (Mongol : Сант) est un sum (district) de la province de Selenge, au nord de la Mongolie.